# Laboulbenia cristata
Laboulbenia cristata Thext. – gatunek grzybów z rzędu owadorostowców (Laboulbeniales). Pasożyt owadów.

## Systematyka i nazewnictwo
Pozycja w klasyfikacji według Index Fungorum: Laboulbenia, Laboulbeniaceae, Laboulbeniales, Laboulbeniomycetidae, Laboulbeniomycetes, Pezizomycotina, Ascomycota, Fungi.
Gatunek ten po raz pierwszy opisał w 1893 r. Roland Thaxter na gatunkach Paederus littorarius, Paederus obliteratus, Paederus ruficollis.

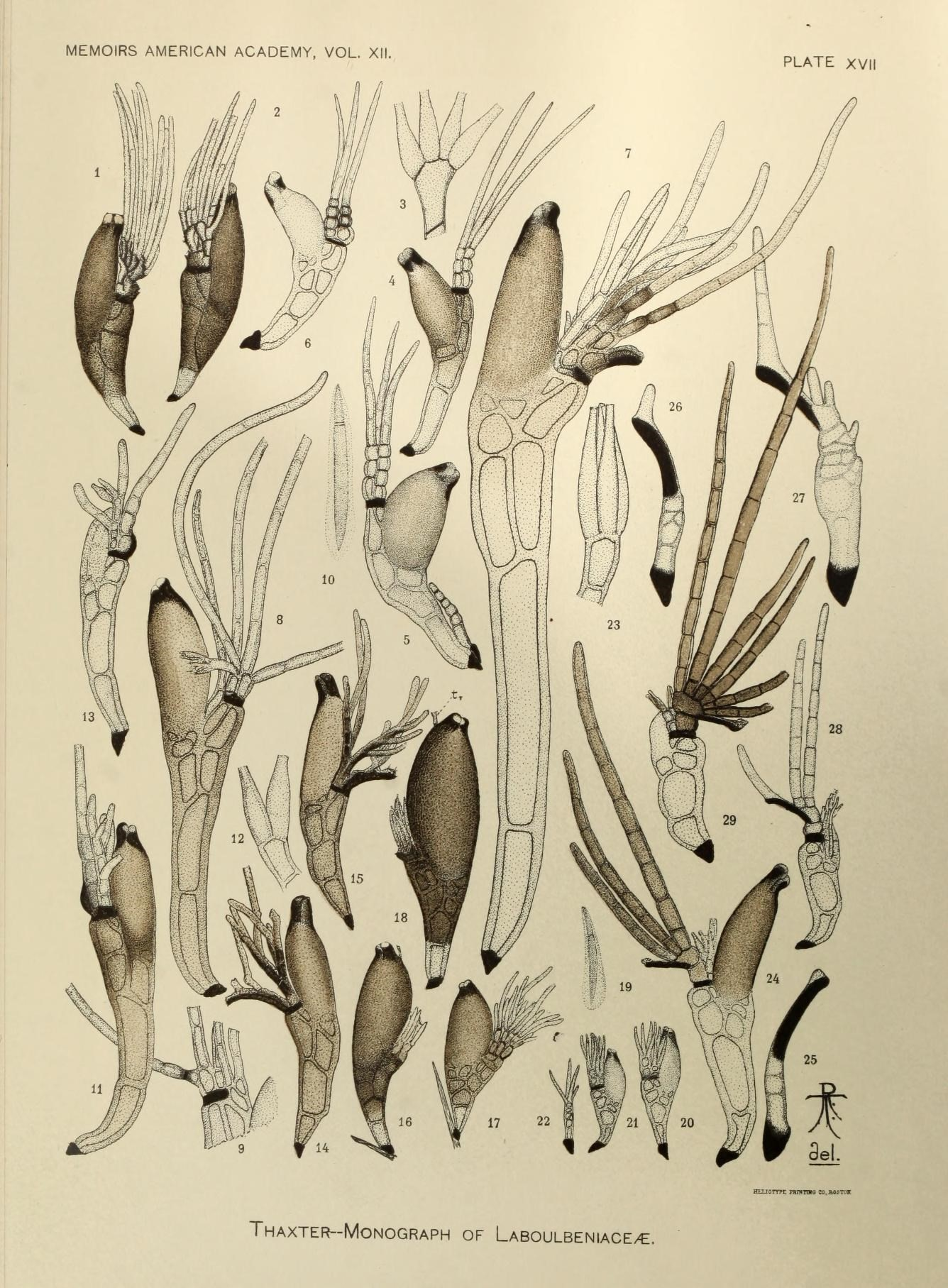
Laboulbenia cristata nr 23-29. Pozostałe to inne gatunki Laboulbenia

## Charakterystyka
Grzyb entomopatogeniczny, pasożyt zewnętrzny owadów. Notowany na chrząszczach (Coleoptera) z rodziny kusakowatych (Staphylinidae) należących do rodzaju Paederus. Nie powoduje ich śmierci i wyrządza im niewielkie szkody.